# Зерка, Монсеф
Монсе́ф Зерка́ (араб. منصف زرقا‎, фр. Moncef Zerka; 30 августа 1981, Орлеан) — марокканский футболист, имеющий также французское гражданство.

## Карьера
Карьеру начал в 1998 году в команде «Нанси». Зерка — игрок-универсал, может сыграть на позиции нападающего, полузащитника и защитника.
В составе «Нанси» выигрывал Лигу 2 и Кубок французской лиги. В сезоне 2006/07 в составе клуба дошёл до 1/16 финала Кубка УЕФА, что является высшим достижением «Нанси» за всю историю участия в еврокубках.
В августе 2009 года на правах свободного агента перешёл в клуб «Нант», выступавший в Лиге 2 французского чемпионата. Зерка удачно провёл свой первый матч за новую команду. 14 сентября 2009 года, в матче против «Страсбура», выйдя в основном составе, сравнял счёт на 23-й минуте встречи. Встреча закончилась победой со счётом 2:1. В следующем матче ему удалось поразить ворота «Бастии». Больше за «Нант» в чемпионате Франции нападающий не забивал. Всего Зерка сыграл в 25 играх. Команда финишировала 15-й.
В следующем сезоне, Монсеф выходил на поле в десяти играх. В январе 2011 года получил статус свободного агента.
В сезоне 2010/11 выступал за греческий «Ираклис». В Суперлиге дебютировал 23 января в матче против клуба «Кавала».
В 2011 году играл в MLS за «Нью-Ингланд Революшн», а в 2012 — в чемпионате Румынии за «Петролул».
В январе 2013 подписал контракт с сингапурским клубом «Танджонг Пагар Юнайтед».
Монсеф Зерка участвовал в футбольном турнире летних Олимпийских игр 2004 года и Кубке африканских наций 2008 года. С 2010 года в сборную не вызывался.
Уйдя из спорта, стал директором ночного клуба в Нанси.

## Достижения
«Нанси»
- Победитель Лиги 2 (1): 2004/05
- Обладатель Кубка французской лиги (1): 2006